# Adria Arjona
Adria Arjona Torres (San Juan, 25 de abril de 1992) é uma atriz porto-riquenha.

## Vida e carreira
Arjona foi criada na Cidade do México. Sua mãe, Leslie Torres, é porto-riquenha, e seu pai, Ricardo Arjona, é um cantor e compositor nascido na Guatemala e conhecido na América Latina. Quando criança, Arjona viajava muito. Seu pai a levava para algumas de suas turnês, permitindo que ela vivenciasse a arte, a música e um boêmio estilo de vida. Aos 12 anos, ela se mudou para Miami com o pai, e lá viveu até os 18, quando se mudou para Nova Iorque.

## Filmografia

### Cinema
| Ano  | Filme                 | Papel                    | Notas                      | Ref.   |
| ---- | --------------------- | ------------------------ | -------------------------- | ------ |
| 2012 | Loss                  |                          | Curta-metragem             |        |
| 2015 | Wedding in New York   | Patricia                 |                            |        |
| 2015 | Eos                   | Mulher                   | Curta-metragem             |        |
| 2016 | The Belko Experiment  | Leandra Florez           |                            |        |
| 2018 | Pacific Rim: Uprising | Jules Reyes              |                            |        |
| 2018 | Life of the Party     | Amanda                   |                            |        |
| 2019 | Triple Frontier       | Yovanna                  |                            |        |
| 2019 | 6 Underground         | Amelia / Cinco           |                            |        |
| 2021 | Sweet Girl            | Amanda Cooper            |                            |        |
| 2022 | Morbius               | Martine Bancroft         |                            | [ 5 ]  |
| 2022 | Father of the Bride   | Sofia Herrera            |                            | [ 6 ]  |
| 2023 | The Absence of Eden   | Yadira                   |                            | [ 7 ]  |
| 2023 | Hit Man               | Madison Figueroa Masters |                            | [ 8 ]  |
| 2024 | Los Frikis            | Maria                    | Também produtora executiva | [ 9 ]  |
| 2024 | Blink Twice           | Sarah                    |                            | [ 10 ] |
| ASA  | Say Her Name          | ASA                      | Pré-produção               | [ 11 ] |
| ASA  | El Sombreron          | ASA                      | Pré-produção               | [ 12 ] |

### Televisão
| Ano     | Título                | Papel           | Notas                                  |
| ------- | --------------------- | --------------- | -------------------------------------- |
| 2014    | Unforgettable         | Suzy Houchen    | Episódio: "Cashing Out"                |
| 2014–15 | Person of Interest    | Dani Silva      | 2 episódios                            |
| 2015    | Narcos                | Helena          | Episódio: "The Sword of Simón Bolivar" |
| 2015    | True Detective        | Emily           | 6 episódios                            |
| 2017    | Cidade das Esmeraldas | Dorothy Gale    | 10 episódios                           |
| 2019    | Good Omens            | Anathema Device | 5 episódios                            |
| 2022    | Andor                 | Bix Caleen      | 4 episódios                            |

### Jogos eletrônicos
| Ano  | Título   | Papel   |
| ---- | -------- | ------- |
| 2017 | Fortnite | Ramirez |